# Верхососенье Первая Часть
Верхососенье Первая Часть — деревня в Покровском районе Орловской области России.
Входит в состав Верхососенского сельского поселения.

## География
Расположена южнее административного центра поселения — села Верхососенье Первая Середина, на правом берегу реки Сосна; на противоположном берегу находится деревня Верхососенье Вторая Часть. Южнее находится деревня Верхососенье Центральное.

### Улицы
- ул. Большаковская
- пер. Приходской
- пер. Тополиный
- пер. Шаталовский

## Население
| 2010 |
| ---- |
| 8    |